# Heizkreis

Schema eines einfachen Heizkreises. Es kann sich günstig auf die Lebensdauer der Pumpe auswirken, wenn diese im kälteren Rücklauf, statt -wie hier- im Vorlauf angeordnet wird.

Als Heizkreis, Heizkreislauf oder Heizungskreislauf bezeichnet man in der Heiztechnik das Rohrleitungssystem zur Verteilung des in einer Warmwasserheizung erwärmten Wassers.
Schwerkraftheizungen bestehen aus einem drucklosen Heizungskreislauf (offenes System) mit großen Rohrdurchmessern, in denen das im Wärmetauscher (Heizkessel, Pufferspeicher, Fernwärmeübergabestelle) erwärmte Wasser (Wärmeträgermedium) durch den Einfluss der Schwerkraft aufsteigt.
An den Heizflächen (Heizkörper bzw. Radiatoren, Flächenheizungen, Heizlüfter) gibt das heiße Wasser Wärmeenergie an die Umgebung ab und sinkt abgekühlt selbsttätig wieder zum Wärmetauscher zurück. Das durch das Erwärmen vergrößerte Wasservolumen wurde früher meist von einem offenen Behälter am höchsten Punkt der Anlage aufgenommen. Um den Eintrag von Sauerstoff in den Heizkreislauf zu vermeiden, wird heute stattdessen ein geschlossenes Membranausgleichsgefäß für den Druckausgleich bevorzugt.
Pumpenheizungen sind deutlich einfacher herzustellen. Eine Umwälzpumpe transportiert die Wärmeenergie auch über längere waagerechte oder verzweigte Abschnitte sowie durch Rohre mit kleinem Durchmesser zu den Heizflächen.
Der Weg vom Heizkessel zu den Heizkörpern wird dabei als Vorlauf bezeichnet; der Weg von den Heizkörpern zum Kessel als Rücklauf.
Die Temperaturdifferenz zwischen Vor- und Rücklauf wird als Spreizung bezeichnet.
{\displaystyle \vartheta _{V}-\vartheta _{R}} … Spreizung von Vor- zu Rücklauf
{\displaystyle \vartheta _{V}} … Vorlauftemperatur
{\displaystyle \vartheta _{R}} … Rücklauftemperatur
Werden die Anschlussleitungen so verlegt, dass der gemeinsame Leitungsweg der Vorlauf- und Rücklaufrohre für jeden einzelnen Heizkörper (oder anderen Abnehmer) in etwa gleich lang ist, spricht man von einem Tichelmann-System.
Wenn Vor- und Rücklauf durch einen Dreiwegemischer oder eine hydraulische Weiche verbunden werden (kurzgeschlossen werden), so wird der kesselnähere Teil des Kreislaufs auch Kesselkreis genannt. Heizkreis bezeichnet dann nur noch den verbleibenden Teil des Kreislaufs. Entsprechend wird dann zwischen Kesselvorlauf und Heizungsvorlauf unterschieden. Der Kesselvorlauf hat immer eine höhere Temperatur als der Heizungsvorlauf. Die Kurzschlussleitung wird auch als Stichleitung oder Bypass bezeichnet.
Ein Solarkreislauf wird in der Regel nicht direkt mit einem Heizkreis verbunden, sondern stattdessen über einen Pufferspeicher (oder Plattenwärmetauscher) miteinander gekoppelt. Damit die im Freien montierten Solarpanele nicht einfrieren, wird dem Solarkreis ein Frostschutzmittel zugegeben, welches die Viskosität erhöht, die Wärmekapazität absenkt und nach einigen Jahren erneuert werden muss.

## Befüllung, Entleerung und Entlüftung
Vor der Befüllung ist eine Spülung der neuen oder geänderten Anlagenteile erforderlich. Zu diesem Zweck müssen an ausreichend vielen Stellen Befüll- und Auslaufventile in einer Nennweite vorgesehen werden, die den erforderlichen Durchfluss zulässt.
An den höchstgelegenen Stellen des Heizkreislaufs werden oft Entlüftungsmöglichkeiten vorgesehen. Die Befüllung wird durch Verwendung von automatischen Entlüftungsventilen vereinfacht, die auch während des späteren Betriebs der Anlage noch Luft entweichen lassen. Ein im feuchten Zustand aufquellender Dichtkörper verschließt die Auslassöffnung. Bildet sich eine Luftblase, so trocknet er aus und lässt die Luft ausströmen. Da Automatikentlüfter im Laufe der Zeit undicht werden können, verfügen sie meist über lose aufgeschraubte Stopfen oder Kappen, mit denen ein undichter Entlüfter abgesperrt werden kann. Diese Ventile werden dann nur noch beim Befüllen der Anlage geöffnet.
Wenn nicht an allen hochgelegenen Stellen (Hochpunkten) einer Anlagen keine Entlüftungsventile vorhanden sind, wird die Anlage (oft abschnittsweise) mit einem Flüssigkeitsstrom durchspült, der ausreichend stark ist, die Luft aus den einzelnen Strängen zu treiben. Dies wird erleichtert, wenn sämtliche Stränge einzeln absperrbar sind, so dass einer nach dem anderen geöffnet und gespült werden kann. Zum Zweck des hydraulischen Abgleichs wird heute meist in jedem Strang ein sogenanntes Strangregulierventil eingebaut, welches auch zum Absperren genutzt werden kann.
Wurden dem Wasser bereits Zusätze wie Frostschutzmittel oder Inhibitoren (Korrosionsschutzmittel) beigesetzt, so ist zum Befüllen eine Pumpe mit Vorratsbehälter erforderlich, die das austretende Wärmeträgermedium wieder zurück in der Anlage speist. Dadurch werden auch weniger reaktive Stoffe (wie u. a. Sauerstoff) eingetragen, die in frischem Wasser enthalten sind. Auch nach einer Leckage oder einem Defekt des Ausdehnungsgefässes muss die Anlage dann jeweils wieder mittels Pumpe nachgefüllt werden.
Alternativ ist es jedoch oft möglich, die Anlage nach dem Nachfüllen zu entlüften, indem die Überwurfmuttern der Heizkörperverschraubungen vorübergehend leicht gelöst und anschließend wieder verschlossen werden, wenn keine Luft mehr ausströmt.
Heute werden häufig Luftabscheider im Ausgang des Wärmeerzeugers montiert (auch in Kombination mit einem Schmutz- oder Magnetitfilter), die Mikroblasen aus dem Heizkreislauf abscheiden. Im System vorhandene Luft löst sich dann nach und nach im zirkulierenden Wasser. Wenn beim Aufheizen des Wassers im Wärmeerzeuger dann der Sättigungsgrad erreicht wird, bilden sich kleine Blasen, die vom Abscheider aus dem Kreislauf abgelassen werden. Je nach Größe des Ausdehnungsgefässes muss anschließend unter Umständen mehrfach Wasser nachgefüllt werden.
Wenn das Gebäude im Winter nicht beheizt und die Anlage außer Betrieb genommen werden soll, muss das Einfrieren durch das Ablassen des Füllwassers verhindert werden. Auch um das Wasser zu Reparaturzwecken aus Anlagenteilen ablassen zu können, sollten an den tiefstgelegenen Punkten des Heizkreises Entleerungsmöglichkeiten vorgesehen werden. Wenn die Befüllventile entsprechend positioniert werden, können sie zugleich zur Entleerung dienen.
Steig- bzw. Anschlussleitungen werden üblicherweise oberhalb des Kessels bzw. oberhalb des Heizungsverteilers mit Absperrventilen in Vor- und Rücklauf versehen, damit bei Reparaturen im Kesselkreis oder in einem einzelnen Strang nicht das Füllwasser der gesamten Anlage abgelassen werden muss.
Um tieferliegende entleerte Rohrleitungen nach Beendigung der Arbeiten wieder füllen zu können, ohne höherliegenden Anlagenteile anschließend komplett entlüften zu müssen, können Absperrventile mit kleinen integrierten Entlüftungsventilen verwendet werden. (Sofern an geeigneter Stelle Verschraubungen vorhanden sind, kann die Entlüftung alternativ auch durch das Lösen der Verschraubungen erfolgen.)

## Einrohr-Heizung
Bei der Einrohr-Heizung wird nur ein einzelnes Rohr von Heizkörper zu Heizkörper geführt. Zur Erwärmung des Heizkörpers wird ein Teil des Wasserstroms aus dem Heizkreis abgezweigt und nach dem Verlassen des Heizkörpers wieder ins gleiche Rohr zurückgeführt. Da der Stoffstrom an jeder Stelle des Kreislaufs gleich ist, ist auch der Druckverlust an jedem Abzweig der gleiche. Allerdings werden sowohl Stoffstrom wie auch die Wassertemperatur vom Öffnen und Schließen der weiter vorne im Kreislauf angeschlossenen Heizkörper beeinflusst. Die im Kreislauf hinten gelegenen Heizkörper müssen größer dimensioniert werden, da die Temperaturen im Einrohr-Heizkreis stärker absinken als im Zweirohr-Kreis. Auch Pumpenleistung und -kennlinie müssen im Einrohr-Kreislauf anders ausgelegt werden.
Zur Installation eines Einrohr-Heizsystems wird weniger Rohr benötigt, wenn der Kreislauf an den Außenwänden einer Etage entlang und in einer geschlossenen Schleife wieder zum Ausgangspunkt zurückgeführt werden kann.
Aufgrund des höheren Temperaturverlusts im Kreislauf und des Druckverlusts an jedem Abzweig ist die Anzahl der im Einrohr-Kreis anschließbaren Heizkörper begrenzt.
Bei modernen Niedertemperatur-Heizsystemen werden Einrohrheizkreise kaum noch angewendet.

## Mischkreise

Schema eines Heizkreises mit Rücklaufbeimischer, der die Temperatur des Heizungsvorlaufs gegenüber dem Kesselvorlauf absenkt. Sollte der Dreiwegemischer stattdessen zur Anhebung der Kessel-Rücklauftemperatur verwendet werden, so wäre er rechts vom Bypass (hier horizontal verlaufend) anzuordnen und die Pumpe wäre im Kesselkreis zu montieren.

In einem Mischkreis wird ein bestimmter Teil des Volumenstroms vom Hauptstrom abgezweigt und später wieder zurück geleitet, um die Vorlauf- oder Rücklauftemperatur in einem Teilbereich des Heizkreises zu begrenzen oder konstant zu halten.
Reguliert wird der abgezweigte Volumenstrom im Regelfall durch ein Mischventil (auch kurz als Mischer bezeichnet), das thermostatisch oder über einen elektrischen Stellmotor angesteuert wird. Um Temperatur und Volumenstrom besser kontrollieren zu können, wird im Mischkreis oft eine zusätzliche Pumpe eingesetzt.
Wenn die Pumpe im Mischkreis präzise zu steuern ist, kann auch auf das Mischventil verzichtet werden. Diese Lösung ist bislang jedoch in der Regel teurer als der Einsatz eines Mischventils.
Flächenheizungen
Mischkreise dienen oft zum Absenken des Temperaturniveaus des Vorlaufs einer Wand- oder Fußbodenheizung, wenn zusätzlich am Heizkreis auch Heizkörper angeschlossen sind, die eine höhere Temperatur benötigen.
Thermische Solaranlagen
Da sich der Energieeintrag einer Solaranlage meist nicht steuern lässt, kann es bei starker Sonneneinstrahlung zu sehr hohen Temperaturen im Solarkreislauf kommen.
Durch den Einbau eines Mischventils wird dann dem Vorlauf kühleres Wasser aus dem Rücklauf beigemischt, um die Vorlauftemperatur auf den gewünschten Wert zu begrenzen.
Holzheizungen und ältere Gas- und Ölkessel
Auch die Temperatur von Holzheizungen lässt sich nicht beliebig steuern. Stückholzfeuerungen werden meist periodisch angeheizt und bringen einen Pufferspeicher in regelmäßigen Abständen auf ein hohes Temperaturniveau. Ebenso wie bei der solaren Energiegewinnung ist dann oft ein Mischkreis erforderlich, um die hohe Temperatur des Kessels oder des Pufferspeichers auf das gewünschte Niveau abzusenken.
Eine Rücklaufanhebung verhindert bei Holzheizkesseln sowie bei älteren Kesseln für flüssige oder gasförmige Brennstoffe eine zu starke Abkühlung des in den Kessel zurückströmenden Wassers. Durch zu niedrige Rücklauftemperaturen entstehen Wärmespannungen, schlimmstenfalls Risse, Glanzrußbildung lässt den Wirkungsgrad sinken und entstehendes Kondensat bewirkt die Korrosion des Kessels.
Häufig werden thermostatische Mischventile verwendet, um dem Kesselrücklauf wärmeres Wasser aus dem Vorlauf beizumischen, bis die vom Hersteller des Kessels geforderte Mindesttemperatur erreicht ist. Für Feststoffkessel ist die Rücklaufanhebung oft zwingend vorgeschrieben.
Da bei modernen Brennwertkesseln oder bivalenten Solaranlagen demgegenüber niedrige Rücklauftemperaturen gerade erwünscht sind, um den Wirkungsgrad durch Abgaskondensation zu erhöhen, werden bestehende Mischventile zur Rücklaufanhebung bei einer Modernisierung der Heizungsanlage oft entfernt.
Wenn sowohl eine erhöhte Rücklauftemperatur im Kesselkreislauf als auch eine niedrige Vorlauftemperatur im Heizkreis gefordert sind, muss in der Regel sowohl der Kessel- als auch der Heizkreis mit einer Pumpe ausgestattet werden. Die Temperaturregelungen erfolgt entweder über
- zwei Dreiwegemischer oder
- einen Vierwegemischer oder
- über zwei regelbare Pumpen und eine Steuerungselektronik. Indem Kesselkreis und Heizkreis über eine hydraulische Weiche miteinander verbunden werden, sind die Volumenströme in beiden Kreisen unabhängig voneinander regelbar.

### Temperaturregelung eines Mischkreises
Im einfachsten Fall wird ein Thermostat eingesetzt, um das Temperaturniveau auf einem festen, voreingestellten Niveau zu halten. Das Dehnstoffelement dient hierbei zugleich zur Temperaturmessung, wie zur Ansteuerung des Ventils. Es ist entweder im Ventilkörper integriert oder ein externes Anlegethermostat ist über eine feine Hydraulikleitung mit dem Ventil verbunden.
Bei außen- oder raumtemperaturgeführten Heizungsanlagen wird die Außen- oder Raumtemperatur ebenso wie die aktuelle Vorlauftemperatur des Heizkreises durch Temperaturfühler erfasst. Die Regelung bestimmt anhand der Werte und entsprechend der gewählten Heizkurve den individuellen Sollwert für den Heizkreis-Vorlauf und steuert den Mischer entsprechend.

## Armaturen und Vorrichtungen
Um die Entlüftung der Anlage zu vereinfachen, werden automatische Entlüfter vorgesehen. Luftabscheider wie Mikroblasenabscheider sind in der Lage, auch die an anderen Stellen der Anlage befindliche Luftansammlungen zu beseitigen, insbesondere wenn der Luftblasenabscheider unmittelbar nach dem Heizkessel eingebaut wird, da dort die meisten Gasblasen auftreten. An anderer Stelle der Anlage befindliche Gasansammlungen werden nach und nach im Wasser gelöst und können dann auch abgeschieden werden.
Zum Schutz moderner Hocheffizienzpumpen werden Magnetitabscheider eingesetzt, die verhindern, dass sich Magnetit, das bei Oxidation der im Heizkreis befindlichen Bauteile aus Stahl entsteht, am Rotor der Pumpe absetzt und zu Blockaden führt. Schlamm- und Magnetitabscheider werden etwa von den Firmen Meibes (Heizungswart), Spirotech (Spirotrap, Optima), Caleffi (Dirtmag), Judo (Heifi), IMI Heimeier / IMI Pneumatex (Zeparo), Buderus (Logafix), Reflex (Exdirt) und Flamco (Clean Smart) angeboten.

## Undichtigkeiten
Undichtigkeiten an verschraubten Verbindungen können durch Nachschrauben oder erneutes Abdichten der Gewindegänge behoben werden. Um die Verbindung erneut verschrauben zu können, ist es erforderlich, dass sich nahe der undichten Stelle eine Verschraubung befindet, an der sich der Heizkreis öffnen lässt.
Um Undichtigkeiten an gelöteten Kupferfittingen abzustellen, müssen die Verbindungen erhitzt, auseinandergezogen, gereinigt und erneut verlötet werden.
Wenn etwa bei Kugelhähnen nach Betätigung eine Leckage an der Welle auftritt, so können sich kleinere Leckstellen nach einiger Zeit von selber wieder zusetzen. 

### Flüssige Dichtmittel
Falls undichte Stellen für eine Reparatur nicht zugänglich sind, können Leckagen mit Flüssigkeitsverlusten von bis zu mehreren hundert Litern Wasser am Tag unter Umständen durch Zugabe von flüssigen Dichtmitteln in den Heizkreis beseitigt werden. Der langfristige Erfolg hängt von mehreren Faktoren ab und lässt sich schwer vorhersagen.
Selbsttätig wirkende Dichtmittel zur Zugabe in den Heizkreislauf werden von den Herstellern auch als Flüssigdichter, Flüssigdichtmittel oder Selbstdichtmittel bezeichnet. Angeboten werden in Deutschland unter anderem BaCoGa BCG, Gebo Geboliquid sowie Spirotech Spiroplus Sealer.
Der Heizkessel sollte während des Dichtvorgangs möglichst vom Heizkreis abgetrennt werden, damit sich keine Ablagerungen auf Wärmetauscherflächen, in Pumpen oder empfindlichen Armaturen bilden. Dies wird aber nicht von allen Herstellern zur Bedingung gemacht. 
Das Verhältnis von Dichtmittel zum Wasserinhalt des Heizkreises soll meist zwischen 1:50 und 1:100 liegen. Je nach Hersteller sind bestimmte Temperaturen einzuhalten. 
Manche Dichtmittel sollen nach der vorgesehenen Verweildauer (einige Tage bis mehrere Wochen) wieder aus dem Kreislauf gespült werden. Im Kreislauf verbleibendes Dichtmittel kann sich auf den Flächen von Wärmetauschern oder in Kühlschlangen und Steuerröhrchen ablagern, was sich unter Umständen durch Siedegeräusche und höhere Abgasverluste bemerkbar macht. Armaturen wie Umschaltventile sowie Heizkreispumpen können durch Ablagerungen schwergängig werden und in seltenen Fällen ausfallen. Um zu verhindern, dass sich Thermostatventile festsetzen, sollten diese mehrfach bewegt und während Anwendung des Dichtmittels nicht vollständig geschlossen sein. Entlüfter sind unter Umständen nach der Anwendung auszutauschen.
Wenn in Heizungsrohren oder -armaturen Undichtigkeiten aufgrund von periodisch auftretenden Spannungen durch Wärmeausdehnung der Rohre auftreten, ist allerdings meist eine Erneuerung der betroffenen Stelle notwendig.